# Glavočić mreškan
Glavočić mreškan (lat. Buenia affinis) riba je iz porodice glavoča (lat. Gobiidae). Naraste do 3,2 cm duljine, a živi na pješčanom dnu s manjim kamenjem ispod kojeg može naći zaklon, na dubinama do 25 m. Otkriven je kod nas na Kvarneru. Žućkaste je boje, a ljuske su crno obrubljene.

## Rasprostranjenost
Glavočić mreškan je endemska vrsta Mediterana, a i tu živi samo na par mjesta i to u Jadranu, te zapadno od Italije, a pronađen je i na južnim obalama Francuske.

## Vanjske poveznice
|  | Zajednički poslužitelj ima još gradiva o temi Buenia affinis |
|  | Wikivrste imaju podatke o taksonu Buenia affinis             |